# Il libro e la fratellanza
Il libro e la fratellanza (The Book and the Brotherhood) è il ventitreesimo romanzo di Iris Murdoch pubblicato nel 1987. Il romanzo fu tra i finalisti dell'edizione 1987 del Booker Prize.
Il romanzo è la storia di un gruppo di amici intimi che vivono nell'Inghilterra degli anni '80. Il libro citato nel titolo è un'opera teorica sul marxismo scritta da David Crimond, uno del gruppo di amici. Dopo essersi laureati all'Università di Oxford, i protagonisti avevano deciso di aiutare economicamente Crimond durante la scrittura del libro. Pur non avendolo mai terminato, il senso del dovere della fratellanza di amici li spinge a continuare a pagargli uno stipendio ogni anno.

## Edizioni
- Iris Murdoch, Il libro e la fratellanza, Feltrinelli, 1989,  p. 538, ISBN 88-07-01402-5.